# Une aventure de Sherlock Holmes
Pour plus de détails, voir Fiche technique et Distribution.
Une aventure de Sherlock Holmes est un téléfilm français de Jean-Paul Carrère, diffusé en 1967.

## Synopsis
Version télévisée de la pièce de William Gillette, dans l'adaptation faite par Pierre Decourcelle.

## Fiche technique
- Titre original : Une aventure de Sherlock Holmes
- Réalisation : Jean-Paul Carrère
- Scénario d'après la pièce de théâtre de Pierre Decourcelle
- Décors : Roger Briaucourt
- Costumes : Yvonne Sassinot
- Photographie : Marc Fossard
- Son : Christian Lemarchand
- Montage : Micheline Freslon
- Société de production : ORTF
- Société de distribution : ORTF
- Pays d’origine :  France
- Langue originale : français
- Format : noir et blanc — 1,33:1 — son Mono
- Genre : film policier
- Durée : 1h26
- Dates de sortie :  France : 25 décembre 1967

## Distribution
- Jacques François : Sherlock Holmes
- Grégoire Aslan : Professeur Moriarty
- Jacques Alric : Docteur Watson
- Jacques Castelot : Murray Orlebar
- Édith Scob : Alice Brent
- Claude Confortès : Bribb
- Nathalie Nerval : Madge Orlebar
- Armand Meffre : Bassick
- Michaël Schock : Billy
- Claude Richard : Flechteer
- Marie-Pierre de Gérando : Baron D'Altenheim
- Lucien Hubert : Benjamin
- Marcel Charvey : Comte Sthalberg
- Patrick Dupont-Deshais : Jarvis
- Yves Carlevaris : Fitton
- Étienne Dechartre : John